# Panzer VI Tiger I
Tiger I, uradno ime -  Panzerkampfwagen VI »Tiger« Ausf. E je bil nemški težki tank druge svetovne vojne.

## Zgodovina
Leta 1937 je Waffenamt prosil podjetje Henschel & Sohn, da zgradi prototip tanka Durchbruchwagen (slovensko: Prodoren tank). Narejen je bil le en prototip, ki pa ni imel kupole. Durchbruchwagen I je bil po obliki zelo podoben tanku Panzer III. Kupola pa je bila predvidena podobna tisti, ki je bila priterjena na tank Panzer IV C. Še preden so dokončali prototip Durchbruchwagen I, so prišle nove zahteve. Zahtevali so tank težak 30 ton in z debelejšim oklepom. Zato je podjetje naredilo nov prototip imenovan Durchbruchwagen II, ki je imel 50 mm prednjega oklepa in kupolo s topom 7,5 cm L/24. Celotna masa tanka je znašala 36 ton. Narejena je bila le šasija tanka brez priterjene kupole. Jeseni leta 1938 je bil projekt prekinjen v korist bolj izpopolnjenih oblik tanka VK3001(H) in VK3601(H). Oba prototipa Durchbruchwagen I in Durchbruchwagen II sta se uporabljala do leta 1941 kot testna tanka.
Podjetje Henschel & Sohn je 9. septembra dobilo dovoljenje, da nadaljuje razvoj srednjega tanka VK3001(H) in težkega tanka VK3601(H). VK3001(H) so bili narejeni le 4, ki so bili namenjeni za testiranje. 2 sta bila narejena za testiranje topa 12.8 cm Selbstfahrlafette L/61 (poznan tudi kot Sturer Emil). Model tanka VK3601(H) so naredili 6 prototipov. Kupole, ki so bile narejene za te prototipe niso bile nikoli nameščene in so se uporabljale kot mirojoč obrambni sistem. V začetku leta 1942 so projekt prekinili v korist projekta VK4501(H). 26. maja 1941 so na oboroževalnem sestanku prosili podjetji Porsche in Henschel, da oblikujeta tank težak 45 ton do leta 1942. Porsche je delal na tanku VK3001(P) Leopard, Henschel pa na razvoju verzije VK3601(H). Henschel je zgradil dva prototipa imenovana VK4501(H) H1 in VK4501(H) H2. Za razliko od tanka Panter, ta ni vseboval nobene novosti tanka T-34. Ko so Nemci izvedli invazijo na Sovjetsko zvezo, so bili presenečeni nad sposobnostjo Sovjetskih tankov. Takoj za tem so postavili datum za nov prototip. Na natečaju sta sodelovala Porsche in Henschel. Zmagal je slednji. 
Proizvodnja tanka Panzerkampfwagen VI Ausf. E se je začela avgusta 1942. Od avgusta 1942 do avgusta 1944 je bilo narejenih 1355 tankov. Proizvodnja se je začela s 25 tanki na mesec in končala s 104 tanki na mesec.
Porsche, ki je pričakoval zmago je vnaprej izdelal 100 šasij, ki jih je kasneje uporabil na novem lovcu na tanke - Elefant. 